# Port de Gāolán
Le port de Gāolán (chinois simplifié : 高栏港经济区, pinyin : Gāolán gǎng jīngjì qū, Zone économique portuaire de Gāolán), situé à Zhuhai est l'un des plus grands ports maritimes de la province du Guangdong, en République populaire de Chine.
Du fait de son appartenance à Zhuhai et de sa proximité avec Macao, il est administrativement organisé en zone économique spéciale.